# Anell de conjunts
|  | No s'ha de confondre amb Anell (matemàtiques). |

En matemàtiques, hi ha dures nocions diferents per a un anell de conjunts. Ambdós fan referència a un cert tipus de famílies de conjunts.
En teoria de l'ordre, s'anomena anell (de conjunts) a una família de conjunts no buida {\displaystyle {\mathcal {R}}} si és tancada sota la unió i la intersecció. És a dir, les següents dues afirmacions es compleixen per tots dos conjunts {\displaystyle A} i {\displaystyle B},
1. {\displaystyle A,B\in {\mathcal {R}}} implica {\displaystyle A\cup B\in {\mathcal {R}}} i
2. {\displaystyle A,B\in {\mathcal {R}}} implica {\displaystyle A\cap B\in {\mathcal {R}}.}

En teoria de la mesura, una família de conjunts no buida {\displaystyle {\mathcal {R}}} rep el nom d'anell (de conjunts) si és tancada sota la unió i sota el complementari relatiu (la diferència en teoria de conjunts). És a dir, les següents dues afirmacions són certes per tots dos conjunts {\displaystyle A} i {\displaystyle B} dins de {\displaystyle {\mathcal {R}}},
1. {\displaystyle A,B\in {\mathcal {R}}} implica {\displaystyle A\cup B\in {\mathcal {R}}} i
2. {\displaystyle A,B\in {\mathcal {R}}} implica {\displaystyle A\setminus B\in {\mathcal {R}}.}

Això implica que un anell en el sentit de la teoria de mesura sempre conté el conjunt buit. A més, per tots conjunts A i B,
{\displaystyle A\cap B=A\setminus (A\setminus B),}
que demostra que una família de conjunts tancada sota el complementari relatiu és també tancada sota la intersecció, i que per tant tot anell segons la definició de teoria de la mesura ho és també segons la definició de la teoria de l'ordre.

## Exemples
Sigui X qualsevol conjunt, llavors el conjunt de les parts de X (la família de tots els subconjunts de X) forma un anell de conjunts en tots dos sentits.
Si (X, ≤) és un conjunt parcialment ordenat, llavors les seves seccions finals (els subconjunts de X amb la propietat adicional que si x pertany a una secció final U i x ≤ y, llavors y també ha de pertànyer a U) són tancades tant sota interseccions com sota unions. Tanmateix, en general no serà tancat sota diferència de conjunts.
Els conjunts oberts i conjunts tancats de tot espai topològic són tancats tant sota la unió com sota la intersecció.
En la recta real R, la família de conjunts que consisteix en el conjunt buit i totes les unions finites d'intervals semioberts de la forma (a, b], amb a, b ∈ R és un anell en el sentit de la teoria de la mesura.
Si T és tota transformació definida en un espai, llavors els conjunts que són la seva pròpia imatge respecte T són tancats tant sota la unió com sota la intesecció.
Si dos anells de conjunts són definits tots dos sobre els mateixos elements, llavors els conjunts que pertanyen a tots dos anells de formen un anell de conjunts nou.